# Folke Filbyter

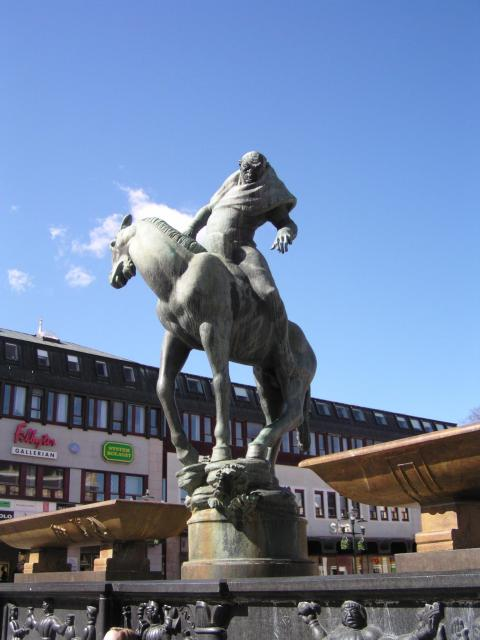
Folkungabrunnen från 1927, med Folke Filbyter sökande efter sin försvunne sonson. Staty av Carl Milles på Stora Torget i Linköping.

Folke Filbyter var enligt sägnerna stamfar till Bjälboätten. Namnet Filbyter påstås komma från en äldre svensk form av fölbitare, det skulle alltså vara ett öknamn på grund av att Folke skulle ha kastrerat hästar med tänderna[källa behövs]. Han skall ha haft sönerna Ingevald, Ingemund och Halsten.
Han förekommer inte i något med honom samtida historiskt källmaterial som kan bevisa hans existens. Hans namn figurerar först i en källa år 1616, i en skrift av Johannes Messenius. Dock hade Messenius hämtat uppgifter från en i senare avskrift bevarad 1400-talskälla. Enligt denna källa härstammade såväl Birger jarl som en gruppering av hans politiska motståndare, som kallades folkungar, från personer med namnet Folke.
Folke Filbyter är centralgestalt i Verner von Heidenstams roman Folke Filbyter (1905), den första delen i den oavslutade trilogin Folkungaträdet. I romanen saknar Folke Filbyter sin sonson, vilken hans yngsta son, den döende Ingevald, lämnat till munken Jakob som fört bort barnet. Han omnämns också bland annat i Frans G. Bengtssons berättelse om Röde Orm.
Folke Filbyter är centralgestalt i Carl Milles skulptur Folkungabrunnen, som invigdes på Stora torget i Linköping 1927. En replika av ryttarstatyn finns på Millesgården på Lidingö. Folke Filbyters byst, utförd i gips, finns på Övralid, Verner von Heidenstams herrgård. Statyn Folkungabrunnen producerades också till Sveriges deltagande i världsutställningen i New York 1939.
Han har gett namn åt ett Kustpilen-tåg som trafikerar Stångådalsbanan mellan Linköping och Kalmar och till Filbyterna Speedway samt är med i loggan för en av nordens största motortävlingar, Stångebroslaget i Linköping. I Hisings Backa i Göteborg finns en gata uppkallad efter Folke Filbyter: Folke Filbyters stig.
Östgöta nation i Lund firar årligen balen Fest Filbyterium Lundense till Folke Filbyters ära.

## Galleri

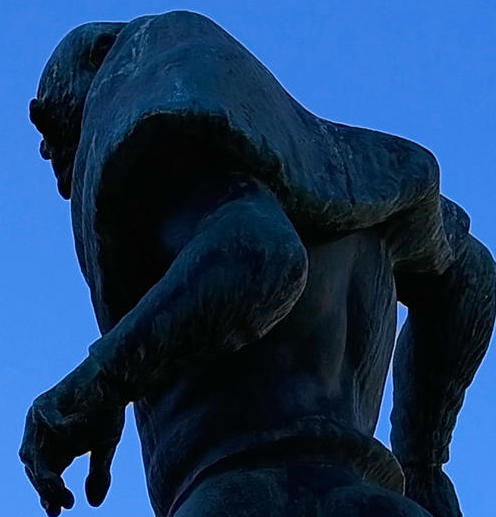
Detaljbild på Folke Filbyter, Linköping, utförd av Carl Milles.
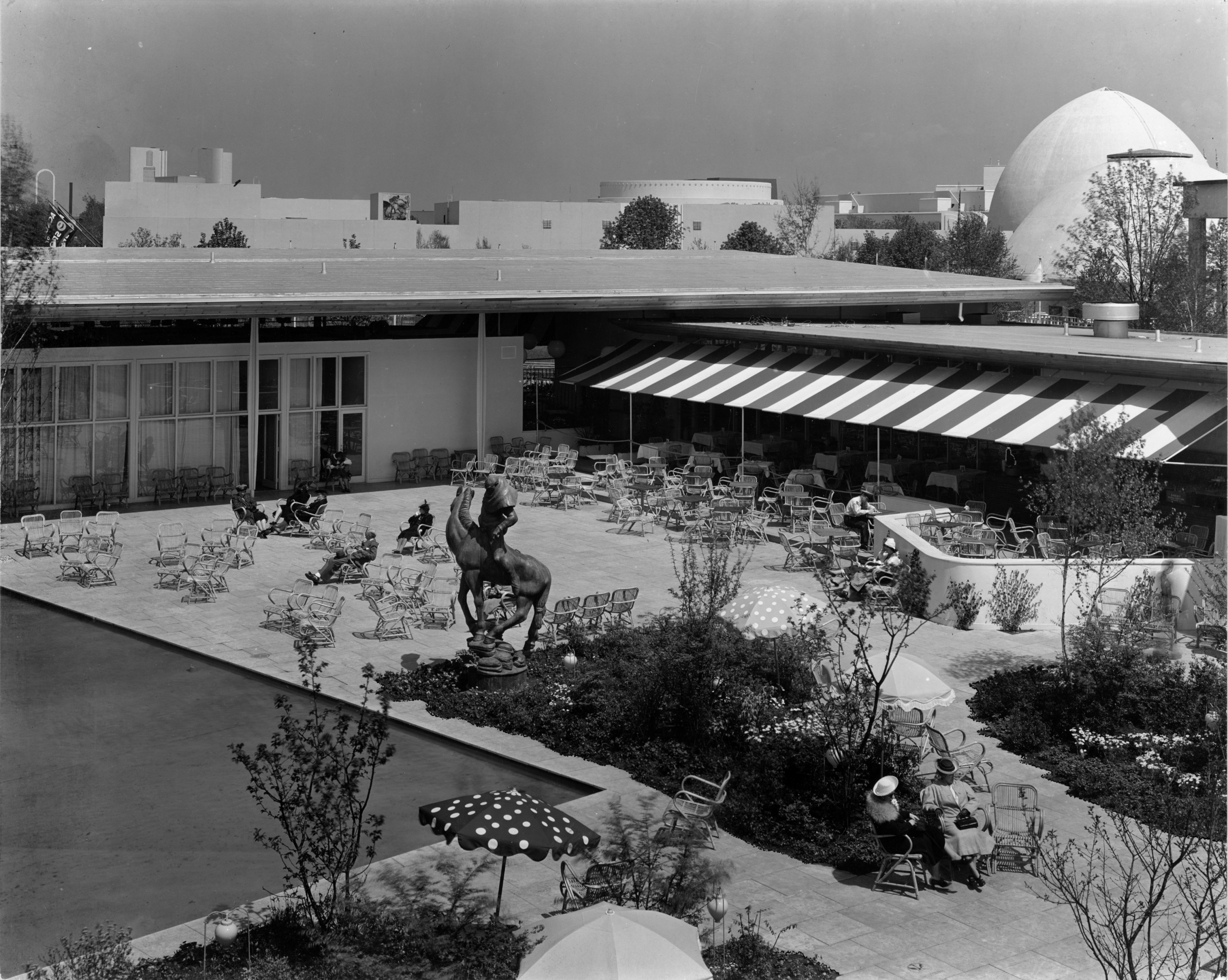
Folkungabrunnen, Sweden Square, världsutställningen i New York, 1939, utförd av Carl Milles.